# San Cristóbal de la Barranca
San Cristóbal de la Barranca é um município do estado de Jalisco, no México.
Em 2005, o município possuía um total de 3.207 habitantes.